# Iglesia de Santa Cecilia (Bolvir)
La iglesia de Santa Cecilia de Bolvir, se encuentra en la población de Bolvir, perteneciente a la comarca catalana de la Cerdaña (España).

## Historia
En el año 953, el conde Sunifredo II de Cerdaña, hizo donación de la villa de Bolvir con su iglesia al monasterio de San Miguel de Cuixá, hecho que se confirmó cinco años después en el precepto del rey Lotario y en las bulas de Juan XIII en el año 968, de Juan XV en el 997 y por Sergio IV en 1012. Durante los ataques de los cátaros de finales del siglo XII, fue capturado el párroco de Bolvir.

## Edificio
Es de planta rectangular de veinte metros de largo con la cabecera con un ábside semicircular, cubierto igual que la nave con bóveda de cañón apuntada. Su construcción data de finales del siglo XII, más tarde se añadieron la sacristía y dos capillas que sobresalen de la nave. Tiene también dos altares laterales, en uno de ellos se puede ver un retablo del siglo XV.

## Exterior
En el ábside tiene un friso de dientes de sierra con ménsulas, casi todas ellas con motivos escultóricos.
El campanario de torre, se encuentra en el muro del oeste y en una piedra de su base se ve la inscripción JHS 1589.
La puerta, hoy en su lugar primitivo que es la fachada sur, (gracias a una restauración de 1928, después de haber sido trasladada en 1886 al pie del campanario), es muy semejante a la de la iglesia de Sant Esteve de Guils. Tiene tres arquivoltas, la central sobre columnas con capiteles zoomórficos, algunas de sus esculturas se repiten en las de Guils. Los herrajes de la puerta parecen de diferentes épocas reunidos en una puerta reconstruida.
En el Museo Nacional de Arte de Cataluña, se conserva un frontal de altar, con escenas pintadas de la vida de santa Cecilia.